# Michèle Cordoue
Michèle Cordoue est une actrice française, de son vrai nom Andrée Louise Marie Bonnet, née le 31 décembre 1920 à Paris 19e, morte le 23 mai 1987 à Jouars-Pontchartrain (Yvelines).

## Biographie
En 1943, Michèle Cordoue (pseudonyme) s'est mariée avec Henri Vidal. Le couple a divorcé en juillet 1946.
Au cinéma, elle a joué dans dix films français entre 1952 et 1963. Six d'entre eux sont réalisés par Yves Allégret, son second époux. Elle est également apparue dans la série télévisée Graine d'ortie en 1973.
Elle a été la maîtresse d'Alain Delon en 1957, elle lui a permis de faire son premier film avec Yves Allégret.
Michèle Cordoue meurt dans sa baignoire d'une crise cardiaque moins de quatre mois après son mari.
Elle est inhumée aux côtés de son mari au cimetière de Jouars-Pontchartrain.

## Filmographie

### Cinéma
- 1952 : La Jeune Folle d'Yves Allégret : Mary, la cabaretière
- 1953 : Les Orgueilleux d'Yves Allégret : Anna
- 1954 : Huis clos de Jacqueline Audry : une voisine de Mme Garcin
- 1954 : Mam'zelle Nitouche d'Yves Allégret : Corinne, l'actrice, maîtresse de Floridor et protégée du commandant
- 1955 : Le Couteau sous la gorge de Jacques Séverac : Nora
- 1955 : Napoléon de Sacha Guitry : Julie Clary
- 1956 : La Meilleure Part d'Yves Allégret : Micheline, l'infirmière
- 1957 : Méfiez-vous fillettes d'Yves Allégret : Fan
- 1958 : C'est la faute d'Adam de Jacqueline Audry : Lucienne Langeac
- 1963 : Germinal d'Yves Allégret : La veuve Désir, patronne d'un bistrot

### Télévision
- 1973 : Graine d'ortie, série d'Yves Allégret : Mme Maillard